# Chapelle Notre-Dame-de-Beldou de Saint-Jory
Pour les articles homonymes, voir Notre-Dame.
Notre-Dame-de-Beldou est une petite chapelle située à la sortie du village de Saint-Jory, dans la Haute-Garonne en France.

## Histoire
L'emplacement est, à l'origine, celui d'un temple païen.
Au début du christianisme, ce temple devient un lieu de culte à la Vierge Marie.
Le beau don « Beldou », c'est Jésus-Christ que Marie présente et donne aux chrétiens.
C'est en 1410, dans les manuscrits de Merville, registre des inféodations, que nous trouvons les premiers écrits concernant Notre-Dame de Beldou. Il est fait référence à une chapelle dédiée à la Sainte Vierge sous le vocable de « Nostra Dona de Beldoa».
Pendant les guerres de religion, la chapelle est détruite puis reconstruite.
Au XVIIe siècle , la chapelle menace de tomber en ruine. Elle est si petite qu'elle ne peut suffire à abriter le peuple qui s'y rassemble. En 1675, Jacques du Faur décide de la détruire et de la faire reconstruire à la même place, à ses frais, dans des proportions plus importantes.
En 1676, presque achevée, le curé demande à Joseph de Montpezat de Carbon, archevêque de Toulouse, de la bénir, afin d'y célébrer la messe.
Lors des processions, les fidèles déposent leurs offrandes dans un bassin en laiton. Après les offices, les marguilliers vendent devant la porte, aux enchères publiques, les dons en nature qui sont déposés (gerbes de blé, graines de lin, poulets, agneaux, poissons, gâteaux, serviettes, chemises...).
Cette chapelle subsiste jusqu'à la Révolution, mais elle est sans doute mal entretenue car, à la fin du XVIIIe siècle, la toiture s'effondre.
Le 21 octobre 1794, les révolutionnaires toulousains envoient à la municipalité l'ordre de détruire les chapelles qui se trouvent isolées dans la campagne ou à l'entrée des communes, celles qui ne sont pas les églises principales.
La municipalité de Saint-Jory réquisitionne donc des ouvriers pour détruire Notre-Dame-de-Beldou, au point qu'il ne reste aucun vestige de l'édifice .
En 1865, l'abbé François Jonquières propose à ses fidèles de reconstruire la chapelle. Les prêtres du Sacré-Cœur organisent avec succès une souscription publique. La municipalité offre le terrain et les habitants fournissent les matériaux de construction. Le sanctuaire s'élève rapidement. Il est achevé en 1867.
Mgr Florian Desprez, archevêque de Toulouse, le bénit le 4 avril 1867. Une première messe est célébrée le surlendemain, 6 avril 1867.

## Description
Notre-Dame de Beldou est de style gothique.
Une petite sacristie est adossée à son chevet.
La statue de la Sainte Vierge, en grès céramique, est copiée sur celle de la cathédrale Notre-Dame de Paris.
Une source jaillit en contrebas du sanctuaire. Elle est abritée par une arcade en briques usées par le temps, et une statue de la Sainte Vierge, car cette source lui est dédiée.
Les Saint-Joryens, aujourd'hui encore, s'y rendent en pèlerinage.

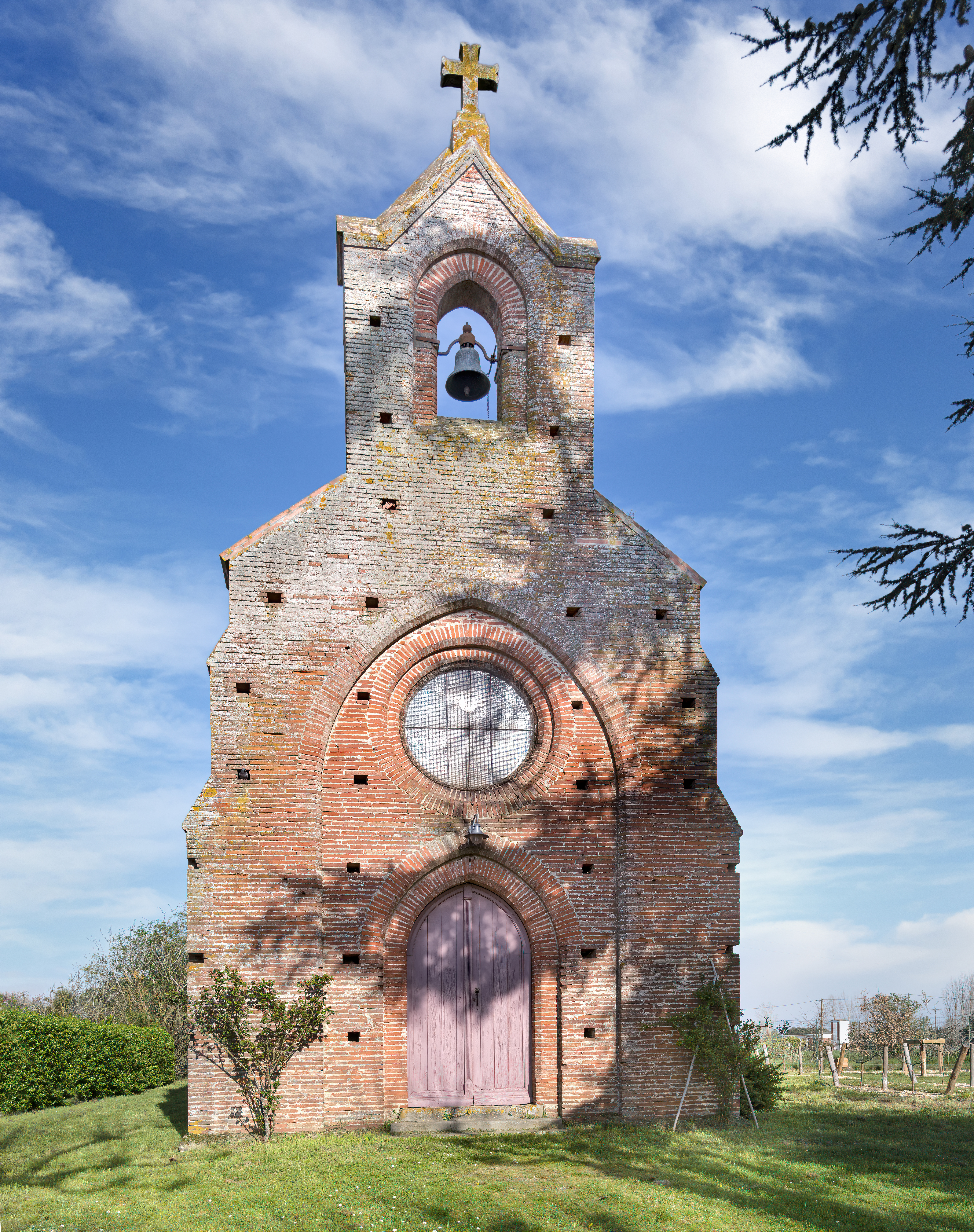
La façade
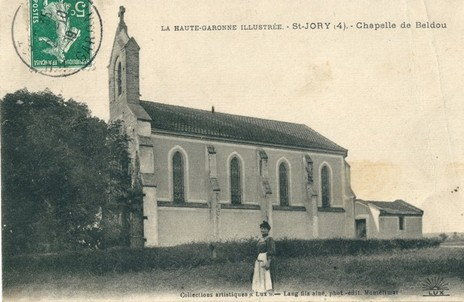
Notre-Dame de Beldou au XXe siècle (carte postale)

## Pèlerinages
Chaque année, dans l'ombre des grands pèlerinages de Lourdes et Saint-Jacques-de-Compostelle  (15 août par exemple), des processions mariales ont lieu dans de nombreux villages.

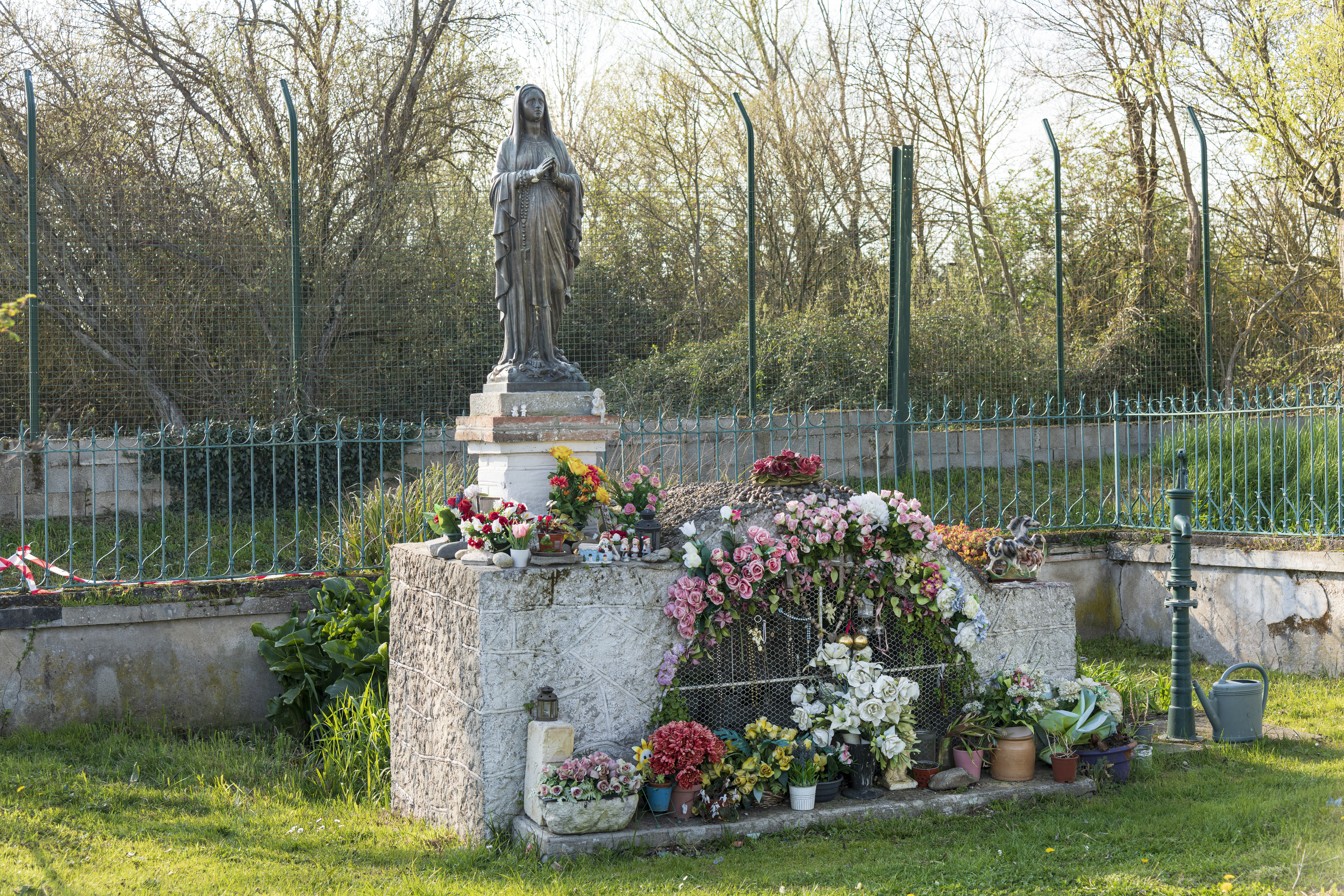
Source dédiée à Marie.

À Saint-Jory, les pèlerinages s'effectuent vers Notre-Dame de Beldou .
Les pèlerins se rendent également près de la source dédiée à Marie, proche de la chapelle. Les Saint-Joryens ont toujours eu confiance en son eau limpide.
Ils la boivent en suivant le conseil de saint Bernard : « Dans les dangers, dans les angoisses...pense à Marie, invoque Marie ».